# Francesc de Paula Bové i Trius
Francesc de Paula Bové i Trius   (Vilafranca del Penedès, 1876 - Vilafranca del Penedès, 1950) fou mestre de capella i compositor.
El seu pare, Magí Bové, era ebenista i havia construït diferents tipus d'instruments de corda com ara guitarres, violins, llaüts i bandúrries. Francesc es va casar amb Rosa Prats i Pié, junts van obrir una botiga de música al centre de Vilafranca. Fou deixeble del músic i folklorista vilafranquí Antoni Insenser i estudià al Conservatori de Barcelona amb els professors Joaquim Malats i Joan Lamote de Grignon.
Va fer de professor de música amb acadèmia pròpia (i com a professor al Col·legi Sant Ramon aplicant el mètode Dalcroze), va dirigir la Capella de Música de Santa Maria, l'Agrupació Musical Vilafranca, l'Orfeó Vilafranquí, la Schola Cantorum, la Societat Coral el Penedès, la Coral Sarroca Nova, la Societat Coral Artesans de Gelida.
A banda de conferenciant sobre temes de música, va ser membre de la Junta Directiva del Museu de Vilafranca i Regidor de Cultura de l'Ajuntament de Vilafranca del Penedès. Des del Museu, l'any 1942, va impulsar la creació de l'Arxiu Musical, en el qual (des de l'any 1991) s'hi conserven els seus fons musicals.
Autor de diverses obres corals, de música religiosa, de ballables per a gralla, de lied i de sardanes, va publicar El Penedès. Folklore dels balls, danses i comparses populars (1926), reeditada el 1990. Fou sepultat al Cementiri de Vilafranca del Penedès.